# ألبرت لويس فليتشير
ألبرت لويس فليتشير (بالإنجليزية: Albert Lewis Fletcher)‏ هو قسيس أمريكي، ولد في 28 أكتوبر 1896 في ليتل روك في الولايات المتحدة، وتوفي بنفس المكان في 6 ديسمبر 1979.